# My Father, My Lord

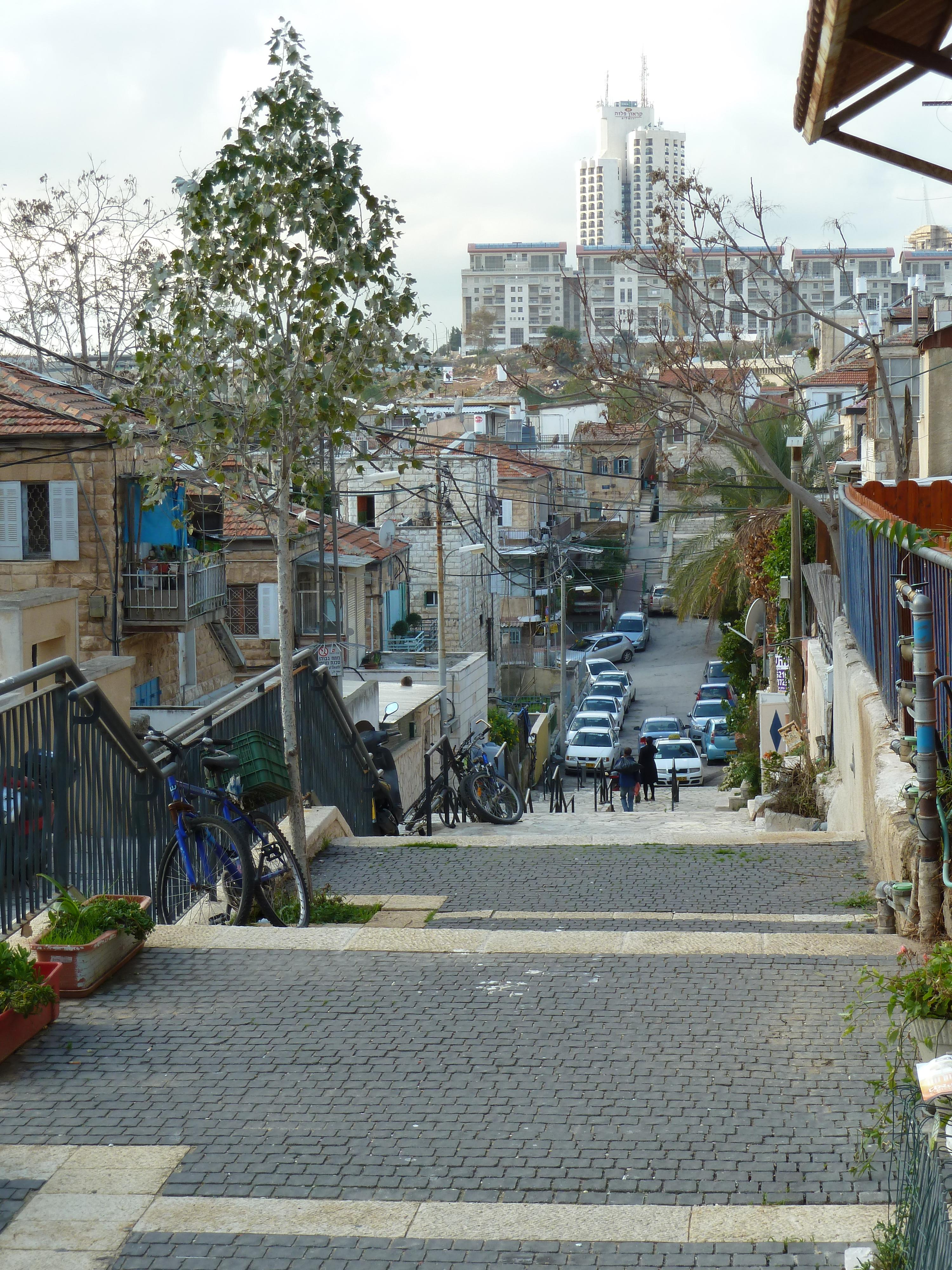
Le soir en sortant de l'école Menachem va flâner et admirer le panorama du haut de la rue des escaliers...

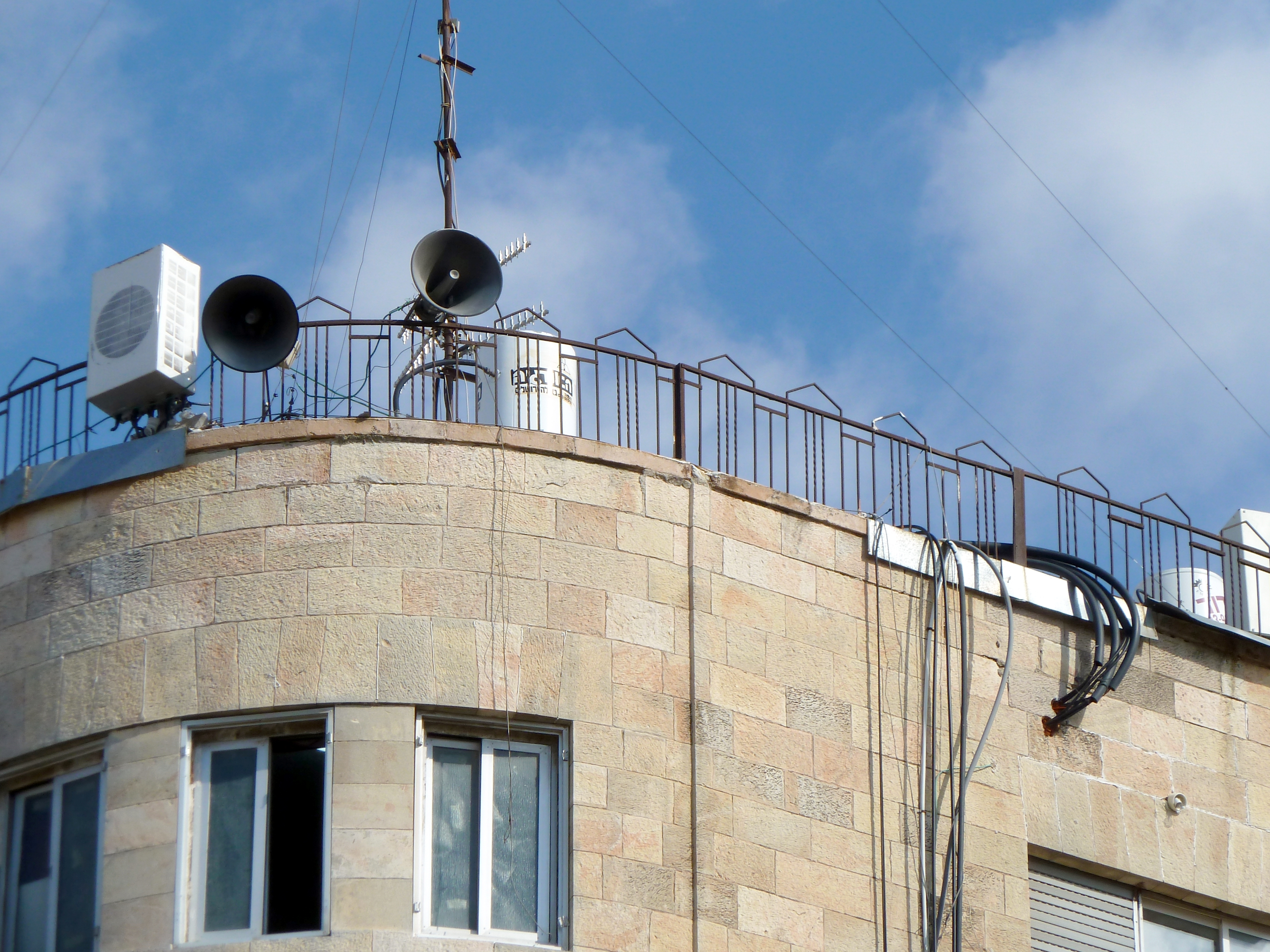
Plusieurs séquences du film ont été tournées depuis le toit de cet immeuble de Méa Shéarim.

Pour plus de détails, voir Fiche technique et Distribution.
My Father, My Lord (hébreu : חופשת קיץ, Hofshat Kaits) est un film dramatique israélien écrit et réalisé par David Volach, sorti le 23 août 2007 en Israël et le 23 avril 2008 en France.

## Synopsis
Un quartier religieux de Jérusalem. Menahem est un jeune garçon de dix ans, fils du Rabbi Abraham, qui le traîne pour les prières et toutes les cérémonies ayant trait à la foi, de l'école religieuse à la synagogue. 
La famille Eidelmann est une famille très respectée dans sa communauté juive orthodoxe. Le père est un vieux rabbin qui suit à la lettre les préceptes de la religion, et les inculque au quotidien à son fils de 10 ans. La mère, plus jeune, vit dans l'ombre de son mari. Lors de vacances passées sur le rivage de la mer morte, sur la plage de Ein Feshkha (en) (Einot Tzukim), les femmes et les hommes se séparent, selon la tradition, pour rejoindre chacun leur plage. L'enfant reste avec son père. Il s'éloigne pour sauver de petits poissons de l'eau salée pendant que son père prie et disparait. Il sera retrouvé noyé.

## Fiche technique
- Titre : My Father, My Lord
- Titre original : Hofshat Kaits
- Réalisation : David Volach
- Scénario : David Volach
- Production :  Eyal Shiray
- Directeur de la photographie : Boaz Yehonatan Yaacov
- Montage : Haim Tabacmen
- Décors: Yoav Sinai
- Son : Eyal Liebman
- Effets sonores : Alex Claude
- Mixage : Carl Goetgheluck
- Casting : Tali Ohayon
- Pays d'origine :  Israël
- Format :
- Genre : Film dramatique
- Durée : 72 minutes
- Dates de sortie :
  -  Israël : 23 août 2007
  -  France : 23 avril 2008

## Distribution
- Assi Dayan : Le rabbin Abraham Eidelmann
- Ilan Griff : Menahem Eidelmann, son fils
- Sharon Hacohen Bar : Esther Eidelmann, la jeune femme d'Abraham et mère de Menahem

## Récompenses et distinctions
- Le Grand Prix du Festival du film de TriBeCa en 2007,
- Le prix du meilleur réalisateur au festival de Taormine en 2007,
- Le prix de la meilleure découverte de l'année, ainsi que celui du meilleur réalisateur au Festival de Haïfa en 2007.